# Parque nacional Culgoa Floodplain
Culgoa Floodplain es un parque nacional en Queensland (Australia), ubicado a 627 km al oeste de Brisbane.

## Datos
- Área: 428,56 km²
- Coordenadas: 28°49′21″S 146°49′33″E / -28.82250, 146.82583
- Fecha de Creación: 1994
- Administración: Servicio para la Vida Salvaje de Queensland
- Categoría IUCN: II

Véase también:
- Zonas protegidas de Queensland